# Ельтай (Карасайский район)
Ельтай (каз. Елтай) — село в Карасайском районе Алматинской области Казахстана. Входит в состав Ельтайского сельского округа. Код КАТО — 195233200.

## Административное деление
В состав села Ельтай входит пять дачных массивов: «Локомотивец 2», «Ырыс Думан», «Придорожная», «Аксункар», «КазМИС».

## Население
В 1999 году население села составляло 1182 человека (585 мужчин и 597 женщин). По данным переписи 2009 года, в селе проживало 1205 человек (587 мужчин и 618 женщин).